# 阿爾塔維斯塔鎮區 (明尼蘇達州林肯縣)
阿爾塔維斯塔鎮區（英語：Alta Vista）是位於美國明尼蘇達州林肯縣的一個行政鎮區。

## 地方資料
阿爾塔維斯塔鎮區的面積為94.42平方千米，當中陸地面積為94.26平方千米，而水域面積為0.16平方千米。根據2020年美國人口普查的數據，當地共有人口163人，而人口密度為每平方千米1.73人。